# Honduras en los Juegos Panamericanos
Honduras ha participado en los Juegos Panamericanos desde su realización en 1975 en México. El país está representado en los juegos por el Comité Olímpico Hondureño.

## Juegos Panamericanos

### Medallero
| Juegos              |   |   |   | Total |
| México 1975         | 0 | 0 | 0 | 0     |
| San Juan 1979       | 0 | 0 | 0 | 0     |
| Caracas 1983        | 0 | 0 | 0 | 0     |
| Indianápolis 1987   | 0 | 0 | 0 | 0     |
| La Habana 1991      | 0 | 0 | 0 | 0     |
| Mar del Plata 1995  | 0 | 0 | 2 | 2     |
| Winnipeg 1999       | 0 | 1 | 0 | 1     |
| Santo Domingo 2003  | 0 | 0 | 1 | 1     |
| Río de Janeiro 2007 | 0 | 0 | 1 | 1     |
| Guadalajara 2011    | 0 | 0 | 0 | 0     |
| Toronto 2015        | 0 | 1 | 0 | 1     |
| Lima 2019           | 0 | 1 | 1 | 2     |
| Total               | 0 | 3 | 5 | 8     |

### Medallas por deporte
La siguiente tabla muestra las medallas obtenidas por deporte, ordenadas por preseas de oro, plata y bronce.
| Deporte      |   |   |   |   |
| ------------ | - | - | - | - |
| Fútbol       | 0 | 2 | 0 | 2 |
| Lucha        | 0 | 1 | 1 | 2 |
| Halterofilia | 0 | 0 | 2 | 2 |
| Boxeo        | 0 | 0 | 1 | 1 |
| Judo         | 0 | 0 | 1 | 1 |
| 5 deportes   | 0 | 3 | 5 | 8 |

## Juegos Panamericanos Junior

### Medallero
| Juegos          |               |               |               | Total         |
| Cali-Valle 2021 | 0             | 0             | 1             | 1             |
| Asunción 2025   | Evento futuro | Evento futuro | Evento futuro | Evento futuro |
| Total           | 0             | 0             | 1             | 1             |

### Medallas por deporte
| Deporte   |   |   |   |   |
| --------- | - | - | - | - |
| Taekwondo | 0 | 0 | 1 | 1 |
| 1 deporte | 0 | 0 | 1 | 1 |